# Vaso de tubo

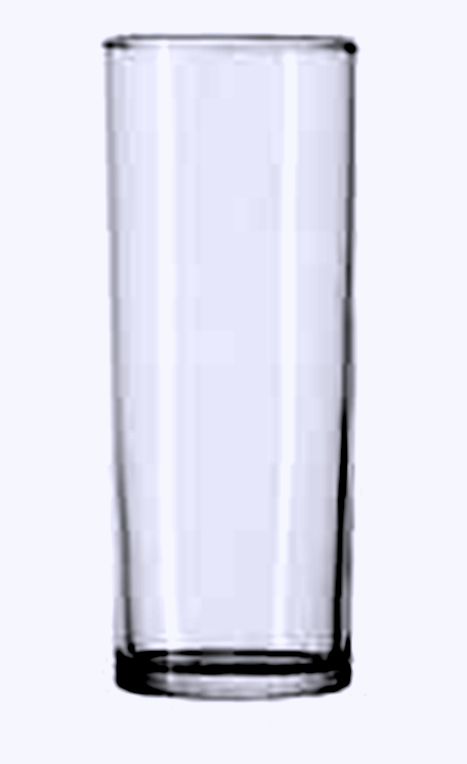
Vaso de tubo o vaso Collins.

En coctelería, el vaso de tubo (también conocido por su nombre en inglés, vaso Collins) es un vaso de vidrio de forma cilíndrica, más angosto de diámetro y más largo de altura que un vaso común (vaso highball). Típicamente contiene de 300 a 410 ml de líquido (10-14 fl oz).

## Uso en coctelería
Es el vaso ideal para servir los denominados «tragos largos» (o por su nombre inglés, tumblers): el Tequila Sunrise, el Mimosa, el Mauresque, el destornillador, el Gin Fizz, la Piscola, el Horse's Neck, el Cubalibre, el Tom Collins o el John Collins, de donde proviene su nombre.
Por su forma, es recomendado para bebidas con gas, ya que ayuda a alargar el tiempo de efervescencia. De hecho, en España es común servir los «cubatas» (ron con bebida de cola) en este vaso.